# Paracarcinosoma
O Paracarcinosoma era uma espécie de escorpião-marinho muito pequena, viveu em água doce, em salobras ou no mar, durante o período siluriano. Ele tinha uma cabeça retangular, tinha o corpo e os dois pares de membros revestidas de um esqueleto externo resistente, o ultimo par de membros era parecido com uma nadadeira e devia ter sido utilizada para natação.[carece de fontes?]

## Descrição
Eusarcana pode ser diferenciado de outros eurípteros pela borda consideravelmente estreita entre o prosoma (cabeça) e o opistossoma (abdômen), que é particularmente fino considerando a subsequente ampla e larga forma elíptica do abdômen. O pós-abdômen (ou cauda) também se estreita rapidamente dos segmentos anteriores. Outras características distintivas do gênero incluem que a carapaça (segmento que cobre a cabeça) tem uma forma claramente triangular, com os olhos colocados na borda e posicionados para a frente, o fato de que todas as pernas que andam possuem espinhos e que diminuem ainda mais em comprimento atrás, eles foram colocados, bem como o telson cilíndrico e afiado (ponta da cauda).